# Непомнящий Ян Олександрович
Ян Олександрович Непомнящий (рос. Ян Александрович Непомнящий, народився 14 липня 1990 року, Брянськ) — російський шахіст, гросмейстер з 2007 року. 
Чемпіон Європи 2010 року, срібний призер чемпіонату світу з бліцу 2014 року, срібний призер чемпіонату світу зі швидких шахів (рапіду) 2015 року. Чемпіон Росії — 2010 та 2020, віце-чемпіон Росії — 2013. У складі збірної Росії переможець командних чемпіонатів світу 2013 та 2019 років, а також командного чемпіонату Європи 2015 років.
Переміг на Турнірі претендентів 2020, що дало право зіграти у матчі за звання чемпіона світу із шахів 2021; там він програв чемпіону Магнусу Карлсену.
Його рейтинг станом на грудень 2021 року  — 2782 (1-ше серед шахістів Росії, 5-те місце у світі; найвище, 4-те, було у квітні 2020 р., рейтинг — 2792 у травні 2021 р.).
Його часто називають кличкою "Непо". 
В березні 2022 року разом з іншими 43 відомими російськими шахістами Непомнящий підписав лист до Путіна, який висловлює протест проти вторгнення в Україну.

## Шахова кар'єра

### 2001—2010
У шахи навчився грати в чотирирічному віці. Багаторазовий переможець турнірів серед юнаків в різних вікових категоріях, зокрема: чемпіон Європи у віковій категорії до 10 років (2000 р.), у віковій категорії до 12 років (2001, 2002 рр.), чемпіон світу у віковій категорії до 12 років (2002 р., випередив Магнуса Карлсена), а також срібний призер у категорії до 16 років (2005 р.).

### 2011
У листопаді 2011 року брав участь у турнірі 22 категорії (середній рейтинг — 2776) Меморіал Таля, де маючи найнижчий рейтинг та не програвши жодної партії, з результатом +1-0=8 розділив 3-5 місце з Сергієм Карякіним та Василем Іванчуком (за додатковими показниками 4-е місце). Єдину свою перемогу здобув в партії з колишнім чемпіоном світу Володимиром Крамником.

### 2013
У червні 2013 року з результатом 8 очок з 11 можливих (+5-0=6) зайняв 8 місце на чемпіонаті Європи, що проходив в польському місті Легніці. В останному турі Непомнящий зумів перемогти переможця турніру Олександра Моїсеєнка
У серпні 2013 року на кубку світу ФІДЕ поступився в першому раунді 14-річному китайському шахісту Вей І з рахунком ½-1½.
У вересні 2013 року Непомнящий дійшов до фіналу кубка АШП з рапіду, що проходив в Ризі, де поступився співвітчизника Олександру Грищуку з рахунком 2-3. На шляху до фіналу Ян переміг українця Олександра Моїсеєнка з рахунком 1½-½., росіянина Малахова 3-1, в півфіналі ще одного українця Руслана Пономарьова з рахунком 3-1.
у жовтні 2013 року набравши 6½ очок з 9 можливих (+5-1=4) та програвши в матчі за 1 місце Петру Свідлеру з рахунком ½-1½ Ян Непомнящий зайняв 2 місце в суперфіналі чемпіонату Росії. Турнірний перфоменс Яна склав 2861 очко.

### 2014
У травні 2014 року Непомнящий з результатом 4½ очок з 9 можливих (+2-2=5) посів 5 місце на міжнародному турнірі ім. А.Карпова, який проходив в російському місті Пойковський.
У червні 2014 року в Дубаї Ян Непомнящий з результатом 8½ очок з 15 можливих (+6-4=5), посів 24 місце на чемпіонаті світу з рапіду , та з результатом 16 з 21 можливого очка (+14-3=4) посів 2 місце на чемпіонаті світу з бліцу.
У серпні 2014 року виступаючи на резервній дошці в Шаховій олімпіаді, що проходила в Тромсе, Непомнящий набрав 6½ очок з 9 можливих (+4-0=5), а збірна Росії посіла 4 місце серед 177 країн. Результат показаний на резервній дошці (турнірний перфоменс склав 2650 очка), забезпечив Яну 3-є місце серед резервних шахістів.
У грудні 2014 року з результатом 4½ з 9 можливих очок (+1-1=7) посів 4 місце на чемпіонаті Росії. В тому ж місяці, виступаючи на «Всесвітніх інтелектуальних іграх», з результатом 7½ очок з 10 можливих (+5-0=5) здобув перемогу на турнірі з «баску», а також, набравши 4 очки з 7 можливих (+3-2=2), посів 6 місце на турнірі з швидких шахів, та набравши 17 очок з 30 можливих (+15-11=4) — 7 місце на турнірі з бліцу.

### 2015
У лютому 2015 року, набравши 6½ очок з 9 можливих (+5-1=3), Ян посів 6 місце на етапі Кубка Росії «Moscow-Open 2015 A»..
У березні 2015 року з результатом 7 очок з 11 можливих (+5-2=4) посів 27 місце на чемпіонаті Європи, що проходив у Єрусалимі.
У квітні 2015 Ян Непомнящий разом з Даніїлом Дубовим став переможцем турніру «Аерофлот опен». Його переможний результат — 7 очок з 9 можливих (+5-0=4), турнірний перфоманс — 2829 очок.
У червні 2015 року, набравши 4 очки з 10 можливих (+2-4=4), Ян посів 5 місце на турнірі «Меморіал Капабланки», що проходив у Гавані.
У липні 2015 року з результатом 3 очки з 7 можливих (+1-2=4) посів 5 місце на турнірі «Sparkassen Chess Meeting», що проходив у Дортмунді.
У вересні 2015 року на кубку світу ФІДЕ поступився у третьому раунді (1/16 фіналу) Хікару Накамурі на тай-брейку з рахунком 4-5.
У жовтні 2015 року на чемпіонаті світу зі швидких та блискавичних шахів, що проходив у Берліні, Ян посів:
 — 2 місце на турнірі зі швидких шахів, набравши 10½ з 15 очок (+7-1=7),
 — 5 місце на турнірі з блискавичних шахів, набравши 14½ з 21 очка (+12-4=5).
У листопаді 2015 року в складі збірної Росії став переможцем командного чемпіонату Європи, що проходив у Рейк'явіку. Набравши 5 очок з 8 можливих (+3-1=4), Ян посів 3 місце серед шахістів, які виступали на четвертій шахівниці..

### 2016
У березні 2016 року, набравши 5½ очок з 9 можливих (+2-0=7), Ян посів 13-те місце на турнірі «Аерофлот опен», що проходив у Москві.
У липні 2016 року з результатом 6 очок з 9 можливих (+5-2=2) переміг на турнірі, що проходив в Даньчжоу (Китай)
У вересні 2016 року в складі збірної Росії посів 3-тє місце на шаховій олімпіаді, що проходила в Баку. Набравши 8 з 10 можливих очок (+7-1=2), Ян посів 2-ге місце (турнірний перформанс — 2804 очка) серед шахістів, які виступали на 4-й шахівниці.
У жовтні 2016 року Ян Непомнящий став переможцем турніру 21 категорії «Меморіал Таля», що проходив у Москві. Його результат 6 очок з 9 можливих (+3-0=6), турнірний перформанс — 2882 очка.
У грудні 2016 року на чемпіонаті світу зі швидких та блискавичних шахів, що проходив у м. Доха (Катар), Ян посів:
 — 6-те місце на турнірі зі швидких шахів, набравши 10 з 15 очок (+7-2=6),
 — 12-те місце на турнірі з блискавичних шахів, набравши 13 з 21 очка (+9-4=8).

### 2017
У січні 2017 року, набравши 5 очок з 13 можливих (+0-3=10), посів 12-те місце на турнірі 21-ї категорії, що проходив у Вейк-ан-Зеє.
У лютому 2017 року з результатом 5 з 9 очок (+1-0=8) Яковенко розділив 4-8 місця (8-ме місце за додатковим показником) на першому етапі серії Гран-Прі ФІДЕ 2017 року, що проходив в м. Шарджа.
У травні 2017 року розділив 15-17 місця на другому етапі серії Гран-Прі ФІДЕ 2017 року, що проходив у Москві. Його результат 3½ очки з 9 можливих (+2-4=3).
У липні 2017 року розділив разом з Олександром Грищуком 2-3 місця на третьому етапі серії Гран-Прі ФІДЕ 2017 року, що проходив у Женеві. Його результат 5½ очок з 9 можливих (+3-1=5). У загальному заліку серії Гран-прі ФІДЕ 2017 року Непомнящий, набравши 198 очок посів 9-те місце.

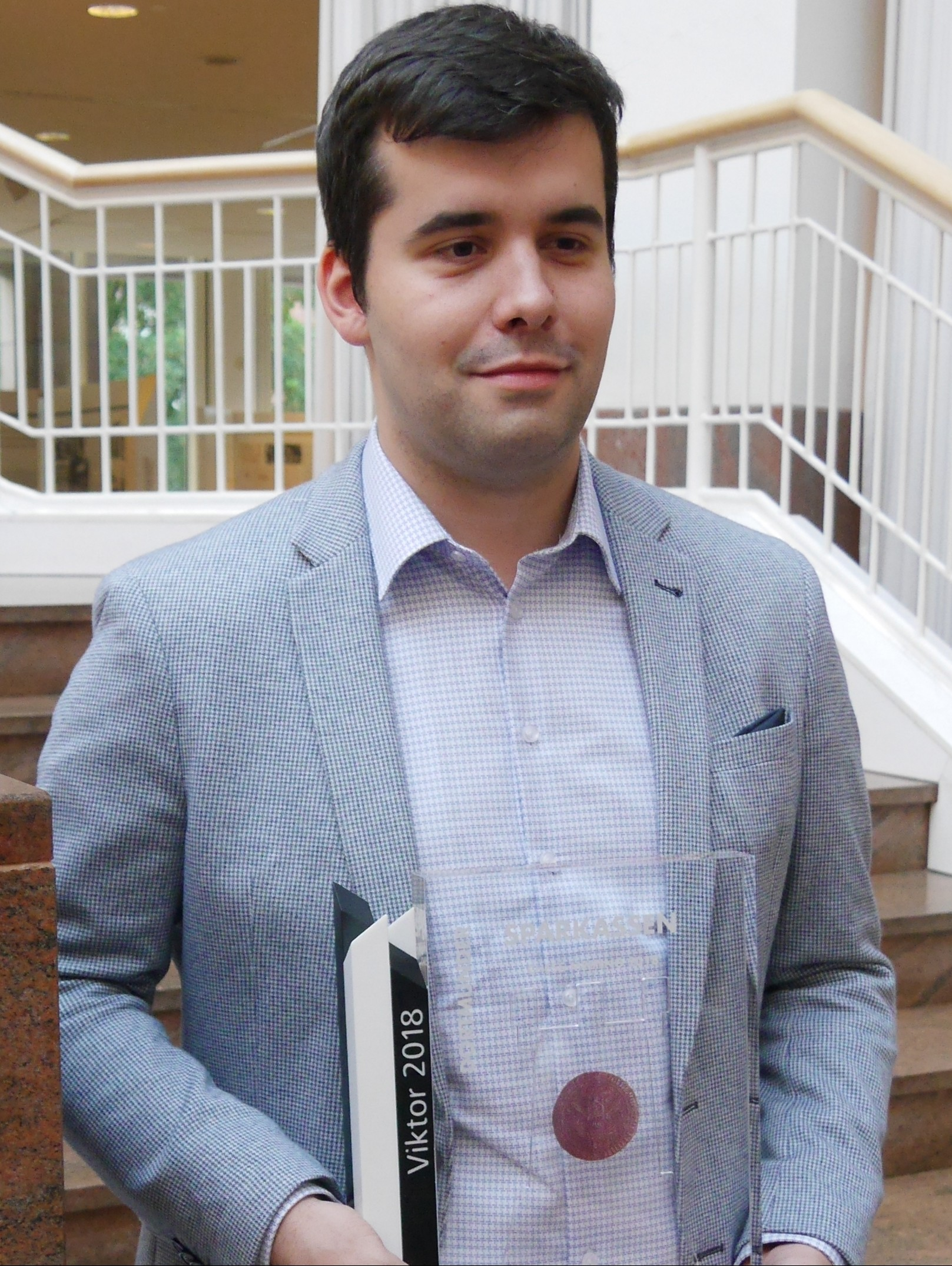
Ян Непомнящий, Дортмунд 2018 рік

У серпні 2017 року розділив останні 9-10 місця на турнірі «The 2017 Sinquefield Cup», що проходив у Сент-Луїсі. Його результат — 3 з 9 можливих очок (+1-4=4).

### 2018
У червні 2018 року з результатом 6 з 9 очок (+4-1=4) розділив 2-3 місця на турнірі ім. А.Карпова, що проходив у м. Пойковський.
У липні 2018 року Ян Непомнящий став переможцем турніру зі швидких шахів 4-го Меморіалу Гідеона Яфета, що проходив у Єрусалимі, а також переможцем 46-го турніру «The 2018 Sparkassen Chess Meeting», що проходив у Дортмунді. Результат Яна — 5 очок з 7 можливих (+3-0=4), турнірний перфоменс — 2872 очка.
У листопаді 2018 року у складі збірної Росії посів 3-тє місце на 43-й шаховій олімпіаді, що проходила в Батумі. Крім того, набравши 7½ очок з 10 можливих (+5-0=5), Ян посів 2-ге місце серед шахістів, які виступали на другій шахівниці.
У грудні 2018 року на чемпіонаті світу зі швидких та блискавичних шахів, що проходив у Санкт-Петербурзі, Ян зокрема посів:
 — 29-те місце у турнірі зі швидких шахів, набравши 9 з 15 очок (+5-2=8),
 — 6-те місце у турнірі з блискавичних шахів, набравши 14 очок з 21 можливого (+10-3=8)

### 2019
У січні 2019 року, набравши 7½ з 13 очок (+4-2=7), Непомнящий разом з Ліженем та Анандом розділив 3-5 місця у турнірі «Tata Steel Chess», що проходив у Вейк-ан-Зеє.
У березні 2019 року Непомнящий у складі збірної Росії став переможцем командного чемпіонату світу, що проходив в Астані. Крім того, набравши 66,7 % можливих очок, росіянин посів 2-ге місце серед шахістів, які виступали на другій шахівниці.
У травні 2019 року став переможцем 1-го етапу «Гран-прі ФІДЕ», що проходив у Москві. У фіналі Ян на тайбрейку переміг співвітчизника Олександра Грищука.
У серпні 2019 року з результатом 5½ з 11 очок (+3-3=5) Ян розділив 5-8-мі місця на турнірі XXII категорії «The 2019 Sinquefield Cup», що проходив у Сент-Луїсі.
У вересні 2019 року на кубка світу ФІДЕ росіянин дійшов до 1/8 фіналу, де поступився китайському шахісту Юй Ян'ї з рахунком ½ на 1½ очка.
У листопаді 2019 року Ян посів 3-тє місце на чемпіонаті світу із шахів 960 (шахи Фішера).
У грудні 2019 року перемігши на 4 етапі «Гран-прі ФІДЕ», що проходив у Єрусалимі, та посівши друге місце за підсумками серії гран-прі, Непомнящий зумів кваліфікуватися на «Турнір претендентів 2020».
Наприкінці грудня 2019 року на чемпіонаті світу зі швидких та блискавичних шахів, що проходив у Москві, росіянин посів:
 — 29-те місце у турнірі зі швидких шахів, набравши 9 з 15 очок (+4-1=10),
 — 22-ге місце у турнірі з блискавичних шахів, набравши 13 очок з 21 можливого (+10-5=6).

### 2020-22
У грудні 2020 року знову переміг на чемпіонаті Росії зі шахів.
У березні 2020 та квітні 2021 змагався у Турнірі претендентів 2020, де переміг та здобув право поборотися за чемпіонство. Матч за звання чемпіона світу із шахів 2021 закінчився поразкою Яна та збереженням титула у Магнуса Карлсена.
Взяв участь у Турнірі претендентів 2022 як віце-чемпіон світу (учасник матчу за звання чемпіона 2021). Набрав 9,5 очків (+5 -0 =9) та зайняв перше місце, що дало йому право участі в чемпіонаті світу в 2023 році.

### Переможець турнірів
- 2008 — Аерофлот опен;
- 2010 — Чемпіонат Європи, Чемпіонат Росії;
- 2014 — Всесвітні інтелектуальні ігри (турнір з баску);
- 2015 — Аерофлот опен;
- 2016 — Даньчжоу (Китай); «Меморіал Таля»;
- 2018 — Єрусалим (Ізраїль); 4-й меморіал Гідеона Яфета (швидкі шахи);
- 2018 — Дортмунд;
- 2019 — 1-го етапу «Гран-прі ФІДЕ» (Москва);
- 2020 — Чемпіонат Росії.

### Інші досягнення
- 2008 — Дортмунд (2-5 місця)
- 2010 — Меморіал Капабланки (2 місце)
- 2013 — Чемпіонат Росії (2 місце)
- 2014 — Чемпіонат світу з бліцу (2 місце)
- 2015 — Чемпіонат світу зі швидких шахів (2 місце)
- 2019 — Чемпіонат світу із шахів Фішера (3 місце)
- 2020 — Віце-чемпіон світу

## Зміни рейтингу
| На цьому місці має відображатися графік чи діаграма, однак з технічних причин його відображення наразі вимкнено. Будь ласка, не видаляйте код, який викликає це повідомлення. Розробники вже працюють для того, щоби відновити штатне функціонування цього графіка або діаграми. | |
| | На цьому місці має відображатися графік чи діаграма, однак з технічних причин його відображення наразі вимкнено. Будь ласка, не видаляйте код, який викликає це повідомлення. Розробники вже працюють для того, щоби відновити штатне функціонування цього графіка або діаграми. |